# 中込由香里
中込 由香里（なかごめ ゆかり、1965年10月30日 - ）は、女子自転車競技（MTB・クロスカントリー）選手。京都府出身。旧姓・三田村（みたむら）。

## 来歴
東久留米市立南中学校、東京都立保谷高等学校、東海大学体育学部社会体育学科卒業。もともとはロードの選手であったが、マウンテンバイクのクロスカントリーレースに転向後、1995年から1997の3年連続で全日本選手権を制して第一人者となる。2001年、夫の中込辰吾と共にMTBのteam Sy-Nak Specializedの発起人となり、そのベースとなるペンション「Sy-Nak Cabin」をオープンした。2003年に4度目の全日本選手権に勝利し、翌2004年のアテネオリンピック女子マウンテンバイククロスカントリー代表選手となる。その後も第一線を走り続け、2013年の全日本マウンテンバイク選手権で１０年ぶり五回目の日本一となった。

## 主な戦歴
1995年
- 全日本選手権 優勝
- アジア選手権 日本・豊田 3位

1996年
- 全日本選手権  優勝

1997年
- 世界選手権 スイス シャトー・デー 49位
- 全日本選手権  優勝

1998年
- 世界選手権 カナダ モン・サンタンヌ 38位
- 全日本選手権  3位

1999年
- 世界選手権 スウェーデン オーレ 46位
- 全日本選手権  3位
- アジア選手権 マレーシア・マラッカ 3位

2000年
- 世界選手権 スペイン シエラネバダ 36位
- 全日本選手権  3位
- アジア選手権 タイ・カオキオパーク 3位

2001年
- 世界選手権 アメリカ ベール 31位
- 全日本選手権  2位
- アジア選手権 韓国・ムジュ 2位
- MTB ジャパンシリーズ 総合2位

2002年
- アジア競技大会 韓国・釜山 2位
- MTB ジャパンシリーズ 総合1位

2003年
- 全日本選手権  優勝
- MTB ジャパンシリーズ 総合3位
- MTB ナショナルポイントランキング 総合1位

2004年
- アテネオリンピック代表（22位）
- 全日本選手権  3位
- MTB ジャパンシリーズ 総合3位

2005年
- 全日本選手権  2位

2007年
- 全日本選手権  3位
- MTB ジャパンシリーズ 総合1位
- MTB ナショナルポイントランキング 総合1位

2008年
- 全日本選手権  2位
- MTB ジャパンシリーズ 総合1位

2009年
- 全日本選手権  2位
- MTB ジャパンシリーズ 総合2位

2010年
- 全日本選手権  2位
- MTB ジャパンシリーズ 総合2位
- MTB ナショナルポイントランキング 総合1位

2011年
- 全日本選手権  2位
- MTB ジャパンシリーズ 総合2位

2012年
- 全日本選手権  2位
- MTB ジャパンシリーズ 総合1位

2013年
- 全日本選手権  優勝

2014年
- アジア競技大会 韓国・仁川 3位
- 全日本選手権  2位

## 著書
- 『本気×本気』 パレード、2020年。ISBN 4434274996